# Luke Ming Flanagan
Luke « Ming » Flanagan, né le 22 janvier 1972 à Roscommon, est un homme politique irlandais indépendant.

## Biographie
Il est élu au Parlement européen lors des élections de 2014 dans la circonscription des Midlands-Nord-Ouest, en défendant la légalisation du cannabis et en dénonçant la corruption de la Garda Síochána. Il siège au sein de la Gauche unitaire européenne/Gauche verte nordique. Il est réélu en 2019 puis en 2024.